# Rock Your Baby
«Rock Your Baby» es una canción escrita por Harry Wayne Casey y Richard Finch, e interpretada por el cantante estadounidense George McCrae. Fue publicada en mayo de 1974 como el sencillo principal de su álbum del mismo nombre.

## Antecedentes
Harry Wayne Casey y Richard Finch eran novatos cuando escribieron y produjeron «Rock Your Baby». Casey y Finch todavía trabajaban en sus respectivos almacenes y estudios en T.K. Records cuando empezaron a perder el tiempo en el estudio, escribiendo y produciendo para ellos y para los demás artistas de T.K. “Siempre habíamos hecho demostraciones para otras personas”, le dijo Casey al entrevistador Jon Marlowe. “Pero una noche fuimos al estudio para grabar una pista completa, pero 
las voces (eran) demasiado altas para que yo las cantara. En ese momento ya teníamos un disco publicado («Sound Your Funky Horn»), así que decidimos darle la canción a otra persona”.

## Composición y arreglos
La pista tardó menos de una hora en completarse, con un coste estimado por Finch y Casey en unos 15 dólares. “Nos llevó unos 45 minutos conseguir el teclado, el bajo y la batería”, dijo Finch en una entrevista con Billboard en 1974. Casey agregó: “Usamos cinta adhesiva y solo tuvimos que pagarle a Jerome Smith, el guitarrista. Yo tocaba el teclado y Rick estaba en el bajo y la batería”. Le llevaron la pista a Henry Stone y su jefe de A&R, Steve Alaimo. “Fuimos a la oficina de Henry y pusimos la cinta, y él y Steve le dieron la vuelta y dijeron que no cambiáramos nada”, dijo Casey. Consideraron a dos cantantes masculinos para la canción, George McCrae y Jimmy “Bo” Horne. Su decisión se tomó por ellos cuando McCrae entró al estudio al día siguiente y escuchó la pista instrumental. En dos tomas, había completado la pista vocal.

## Lista de canciones
Todas las canciones escritas y compuestas por Harry Wayne Casey y Richard Finch.
1. «Rock Your Baby» – 3:14
2. «Rock Your Baby (Part 2)» – 2:05

## Posicionamiento

### Gráfica semanal
| Gráfica (1974)                              | Pico de posición |
| ------------------------------------------- | ---------------- |
| Alemania (Offizielle Top 100)               | 1                |
| Australia (Kent Music Report)               | 2                |
| Austria (Ö3 Austria)                        | 1                |
| Bélgica (Flandes) (Ultratop Singles)        | 1                |
| Bélgica (Valonia) (Ultratop Singles)        | 1                |
| Canadá (RPM Top Singles)                    | 1                |
| Canadá (RPM Pop Music Playlist)             | 1                |
| Estados Unidos (Billboard Hot 100)          | 1                |
| Estados Unidos (Billboard Easy Listening)   | 19               |
| Estados Unidos (Billboard Hot Soul Singles) | 1                |
| Estados Unidos (Cash Box Top 100 Singles)   | 1                |
| Francia (IFOP)                              | 1                |
| Irlanda (Irish Singles Chart)               | 3                |
| Italia (Musica e dischi)                    | 2                |
| Noruega (VG-lista)                          | 1                |
| Nueva Zelanda (Recorded Music NZ)           | 34               |
| Países Bajos (Nederlandse Top 40)           | 1                |
| Países Bajos (Single Top 100)               | 1                |
| Reino Unido (UK Albums Chart)               | 1                |
| Sudáfrica (Springbok Radio)                 | 2                |
| Suiza (Schweizer Hitparade)                 | 1                |

### Gráfica de fin de año
| Gráfica (1974)                              | Pico de posición |
| ------------------------------------------- | ---------------- |
| Alemania (Offizielle Top 100)               | 12               |
| Australia (Kent Music Report)               | 20               |
| Austria (Ö3 Austria)                        | 13               |
| Bélgica (Flandes) (Ultratop Singles)        | 3                |
| Canadá (RPM Top Singles)                    | 12               |
| Estados Unidos (Billboard Hot 100)          | 38               |
| Estados Unidos (Billboard Hot Soul Singles) | 6                |
| Estados Unidos (Cash Box Top 100 Singles)   | 40               |
| Países Bajos (Nederlandse Top 40)           | 1                |
| Países Bajos (Single Top 100)               | 1                |
| Suiza (Schweizer Hitparade)                 | 7                |

## Certificaciones y ventas
| País                                                     | Certificación | Ventas     |
| -------------------------------------------------------- | ------------- | ---------- |
| Alemania (BVMI)                                          | Oro           | 560 000*   |
| Reino Unido (BPI)                                        | Oro           | 500 000*   |
| Total                                                    |               |            |
| Mundial                                                  | —             | 11 000 000 |
| *cifras de ventas basadas únicamente en la certificación |               |            |